# Oberhammer (Stadtsteinach)
Oberhammer ist ein Gemeindeteil der Stadt Stadtsteinach im Landkreis Kulmbach (Oberfranken, Bayern). Oberhammer liegt in der Gemarkung Stadtsteinach.

## Geografie
Die Einöde liegt im tief eingeschnittenen Tal der Unteren Steinach und ist von bewaldeten Anhöhen umgeben, die zu den südlichen Ausläufern der Frankenhöhe zählen. Das Gebiet östlich des Ortes steht unter Naturschutz. Ein Wirtschaftsweg führt nach Mittelhammer (0,6 km westlich).

## Geschichte
Mit dem Gemeindeedikt wurde Oberhammer dem 1808 gebildeten Steuerdistrikt Stadtsteinach und der 1811 gebildeten Ruralgemeinde Stadtsteinach zugewiesen. Ursprünglich gab es eine Mühle, die ein Hammerwerk betrieb. An ihrer Stelle entstand ein Forsthaus, das heute als Gaststätte „Waldschänke“ genutzt wird.

### Einwohnerentwicklung
| Jahr      | 001861 | 001871 | 001885 | 001900 | 001925 | 001950 | 001961 | 001970 | 001987 |
| Einwohner | 3      | 7      | 9      | 8      | 5      | 6      | 3      | 3      | 3      |
| Häuser    |        |        | 1      | 1      | 1      | 1      | 1      |        | 1      |
| Quelle    | [ 8 ]  | [ 9 ]  | [ 10 ] | [ 11 ] | [ 12 ] | [ 13 ] | [ 14 ] | [ 15 ] | [ 1 ]  |

## Religion
Oberhammer ist katholisch geprägt und nach St. Michael (Stadtsteinach) gepfarrt.